# Rod Gilfry
Rodney Gilfry (* 11. März 1959 in Covina, Kalifornien) ist ein US-amerikanischer Opernsänger (Bariton). Er gilt als einer der vielseitigsten Sänger seiner Generation. Neben seinen Auftritten an allen großen Opernbühnen der Welt singt er in Oratorien, Operetten, Musicals, gibt Konzerte und tritt in Kabaretts auf. Gilfry gilt als Mozart-Spezialist, sein Repertoire reicht aber vom Barock bis zur zeitgenössischen Musik. Er war an mehreren Uraufführungen zeitgenössischer Opern beteiligt.

## Leben
Rodney Gilfry wuchs in Kalifornien auf. Er studierte Musikpädagogik an der California State University, Fullerton und absolvierte danach ein Gesangsstudium an der Thornton School of Music der University of Southern California, das er mit dem Masterexamen abschloss. Sein Gesangsstudium setzte er bei Martial Singher fort sowie seit 1999 bei dem Pianisten Armen Boyajian, einem der meist renommierten und erfolgreichsten Gesangspädagogen (vocal trainer) der USA. Seit 2005 tritt er unter dem Namen Rod Gilfry auf der Bühne auf. 2016 feierte er sein 30-jähriges Bühnenjubiläum als Opernsänger.
Über drei Jahre moderierte er das wöchentliche Radioprogramm Opera Notes on Air des KMZT-Klassik-Senders. Gilfry lehrt als Associate Professor of Vocal Arts an der Thornton School of Music.
Rod Gilfrey ist verheiratet, er hat drei Kinder, Tochter Carin Gilfry ist Opernsängerin (Mezzosopran).

## Karriere
1986 gab Gilfry sein Operndebüt an der Eröffnung der Los Angeles Opera in Verdis Otello in einer Nebenrolle. Sein erstes Engagement in Europa hatte er an der Oper Frankfurt. Nach zwei Jahren als erster Bariton in Frankfurt und weiteren vier an der Oper Zürich kehrte er in die USA zurück. Er sang dort an den ersten Opernhäusern, wie der Lyric Opera of Chicago, der Dallas Opera, der San Diego Oper und der Los Angeles Opera.
Das Jahr 1996 war der Beginn seiner internationalen Karriere.
Am 25. November 1996 hatte er sein Debüt an der Metropolitan Opera in der Rolle des Demetrius in Brittens Oper Ein Sommernachtstraum. Seine Debüts in Großbritannien und Frankreich gab er im selben Jahr in Brittens Billy Budd an der Covent Garden Opera in London und an der Opéra Bastille in Paris.
2006 sang er in einer Neuproduktion für Aix-en-Provence den Don Alonso in Mozarts Così fan tutte, die anschließend beim Edinburgh Festival und dem Mostly Mozart Festival in New York City gezeigt wurde.

## Zitat
“Mozart’s tough. Mozart is probably the most demanding thing that I’ve done so far because it’s so exposed. To do it well requires a really good musician and a real master of technique. You’ve got this beautiful kind of pristine, crystalline, classical sonority the way that the orchestra and the voice work together. It’s all there. It’s laid out bare bones. There’s nothing to hide behind. It takes a great deal of skill, but by that token it’s also very rewarding to do Mozart, if you can do it well.”

## Repertoire (Auswahl)
Sein Repertoire umfasst ca. 77 Rollen und reicht von der Barockmusik über die Wiener Klassik, die Romantik und die Moderne bis zur Neuen Musik. Er hat eine Reihe von Partien in Opern von zeitgenössischen Komponisten gesungen, so von Leonard Bernstein, Daniel Catán (1949–2011), Marc-André Dalbavie, Deborah Drattell, Nicholas Maw, André Previn und Wolfgang Rihm. Gilfry genießt einen internationalen Ruf als Mozartsänger, in seinem Mozart-Repertoire sind u. a. die Opern Don Giovanni (Titelrolle), Figaros Hochzeit (Figaro, Graf Almaviva), Così fan tutte (Don Alfonso, Guglielmo), Die Zauberflöte (Papageno) oder die Bariton-Partie in Mozarts Requiem.
| Jahr | Titel                                             | Rolle                            | Ort                                                                                                  | Anmerkung                                                                                      |  |
| ---- | ------------------------------------------------- | -------------------------------- | --- | ---------------------------------------------------------------------------------------------- |  |
| 1986 | Otello (Giuseppe Verdi)                           | Herold                           | Los Angeles Opera                                                                                    | Eröffnung der Los Angeles Opera im Oktober 1986, mit Placido Domingo in der Titelrolle         |  |
| 1986 | Die Hochzeit des Figaro (Wolfgang Amadeus Mozart) | Figaro                           | Hamburgische Staatsoper                                                                              |                                                                                                |  |
| 1992 | Così fan tutte (W. A. Mozart)                     | Guglielmo                        | Théâtre du Châtelet, Paris                                                                           | DVD Deutsche Grammophon                                                                        |  |
| 1993 | Die Zauberflöte (W. A. Mozart)                    | Papageno                         | Los Angeles Music Center Opera                                                                       |                                                                                                |  |
| 1993 | Die Hochzeit des Figaro (W. A. Mozart)            | Graf Almaviva                    | Théâtre du Châtelet, Paris                                                                           |                                                                                                |  |
| 1996 | Ein Sommernachtstraum (Benjamin Britten)          | Demetrius                        | The Metropolitan Opera, New York                                                                     |                                                                                                |  |
| 1996 | Billy Budd (Benjamin Britten)                     | Titelrolle                       | Opéra Bastille, Paris                                                                                | franz. Erstaufführung Grand Prix des Critiques für die beste Opernproduktion                   |  |
| 1998 | A Streetcar named Desire (André Previn)           | Stanley Kowalski                 | San Francisco Opera                                                                                  | Uraufführung DVD Arthaus/Naxos                                                                 |  |
| 2000 | La Bohème (Giacomo Puccini)                       | Marcello                         | The Metropolitan Opera, New York                                                                     |                                                                                                |  |
| 2000 | Billy Budd (Benjamin Britten)                     | Titelrolle                       | Royal Opera House, London Los Angeles Opera                                                          |                                                                                                |  |
| 2001 | Iphigénie en Tauride (Christoph Willibald Gluck)  | Oreste                           | Oper Zürich                                                                                          | DVD Arthaus Musik                                                                              |  |
| 2001 | Così fan tutte (W. A. Mozart)                     | Guglielmo                        | The Metropolitan Opera, New York                                                                     |                                                                                                |  |
| 2001 | Die Hochzeit des Figaro (W. A. Mozart)            | Graf Almaviva                    | | DVD Deutsche Grammophon                                                                        |  |
| 2002 | Sophie’s Choice (Nicholas Maw)                    | Nathan                           | Royal Opera House, London                                                                            | Uraufführung                                                                                   |  |
| 2003 | Les Indes galantes (Jean-Philippe Rameau)         | 3 Rollen: Osman, Huascar, Adario | Oper Zürich                                                                                          | Rollendebüt                                                                                    |  |
| 2003 | Nicholas and Alexandra (Deborah Drattell)         | Nicholas                         | Los Angeles Opera                                                                                    | Uraufführung                                                                                   |  |
| 2004 | Die lustige Witwe (Franz Lehár)                   | Danilo                           | Oper Zürich                                                                                          | DVD Arthaus                                                                                    |  |
| 2005 | Margaret Garner (Richard Danielpour)              | Edward Gaines                    | Michigan Opera Theater, Detroit Cincinnati Opera                                                     | Libretto Toni Morrison Uraufführung                                                            |  |
| 2007 | Cyrano de Bergerac (Franco Alfano)                | de Guiche                        | Palau de les Arts Reina Sofia, Valencia                                                              | DVD Naxos                                                                                      |  |
| 2008 | Intermezzo (Richard Strauss)                      | Robert Storch                    | Oper Zürich                                                                                          |                                                                                                |  |
| 2010 | Don Giovanni (W. A. Mozart)                       | Don Giovanni                     | Festival Aix-en-Provence                                                                             | Wiederaufnahme 2013                                                                            |  |
| 2010 | Gesualdo (Marc-André Dalbavie)                    | Gesualdo                         | Oper Zürich                                                                                          | Uraufführung                                                                                   |  |
| 2013 | Anna Nicole (Mark-Anthony Turnage)                | Howard K. Stern                  | BAM Howard Gilman Opera House, Brooklyn, New York Royal Opera House, London                          |                                                                                                |  |
| 2014 | Così fan tutte (W. A. Mozart)                     | Don Alfonso                      | Théâtre del’Archevêché, Festival Aix-en-Provence                                                     | Koproduktion mit der Opéra de Lille, Korea National Opera und Edinburgh International Festival |  |
| 2015 | Die lustige Witwe (Franz Lehár)                   | Danilo                           | The Metropolitan Opera, New York                                                                     |                                                                                                |  |
| 2015 | Crossing (Matthew Aucoin)                         | Walt Whitman                     | Citi Shubert Theatre, Boston                                                                         | Uraufführung                                                                                   |  |
| 2015 | Rote Laterne (Christian Jost)                     | Master Chen                      | Oper Zürich                                                                                          | Uraufführung                                                                                   |  |
| 2016 | The Loser (David Lang)                            | Der Erzähler                     | Brooklyn Academy of Music Howard Gilman Opera House                                                  | Uraufführung                                                                                   |  |
| 2016 | Così fan tutte (W. A. Mozart)                     | Don Alfonso                      | Festival Aix-en-Provence Edinburgh International Festival Mostly Mozart Festival (Lincoln Center) NY |                                                                                                |  |
| 2016 | It’s a Wonderful Life (Jake Heggie)               | Mr. Potter/Mr. Gower             | Houston Grand Opera                                                                                  | Uraufführung                                                                                   |  |
| 2017 | Hamlet (Brett Dean)                               | Claudius                         | Glyndebourne                                                                                         | Uraufführung Adelaide Festival 2018, Australische Erstaufführung DVD Opus arte                 |  |
| 2017 | The Exterminating Angel (Thomas Adès)             | Alberto Roc                      | The Metropolitan Opera, New York                                                                     | US-amerikanische Erstaufführung                                                                |  |
| 2019 | The Brightness of Light                           | Kevin Puts                       | Tanglewood Music Center, Boston                                                                      | Liederzyklus; Uraufführung                                                                     |  |
| 2022 | Written in Stone                                  | Robert McNamara                  | Kennedy Center, Washington D. C.                                                                     | Uraufführung                                                                                   |  |

| Jahr | Titel                                        | Rolle            | Ort                                                                                 | Anmerkung                                 |  |
| ---- | -------------------------------------------- | ---------------- | ----------------------------------------------------------------------------------- | ----------------------------------------- |  |
| 2001 | Most Happy Fella (Frank Loesser)             | Joey             | UCLA Freud Playhouse, Los Angeles                                                   |                                           |  |
| 2003 | The New Moon (Romberg/Hammerstein)           | Robert           | Encores! New York City Center, New York                                             | konzertant                                |  |
| 2008 | South Pacific (Rodgers und Hammerstein)      | Emile de Becque  | Ahmanson Theatre, San Francisco U.S. National Tour of the Lincoln Center production | 7 Tony Awards                             |  |
| 2009 | Trouble in Tahiti (Leonard Bernstein)        | Sam              | Bayerische Staatsoper, München                                                      | Deutsche Erstaufführung                   |  |
| 2009 | Camelot (Alan Jay Lerner, Frederick Loewe)   | Lancelot         | Ravinia Festival, Illinois                                                          | konzertant                                |  |
| 2009 | The Sound of Music (Rodgers und Hammerstein) | Baron von Trapp  | Théâtre du Châtelet, Paris                                                          | mit Carin Gilfry als Liesl                |  |
| 2011 | Sweeny Todd (Hugh Wheeler, Stephen Sondheim) | Todd             | Théatre du Châtelet, Paris                                                          |                                           |  |
| 2011 | Annie Get Your Gun                           | Frank Butler     | Glimmerglass Festival, New York                                                     |                                           |  |
| 2013 | Show Boat (Jerome Kern, Oscar Hammerstein)   | Gaylord Ravenal  | Kennedy Center, Washington D. C.                                                    |                                           |  |
| 2016 | Kismet (Robert Wright, George Forrest)       | HajjKismet, 2016 | Volksoper Wien                                                                      | Österreichische Erstaufführung konzertant |  |

## Diskografie/Filmografie (Auswahl)
Rod Gilfry hat ca. 25 CDs eingespielt, darunter 1995 den Don Giovanni und 2008 den Saint François d’Assise von Olivier Messiaen, die für einen Grammy nominiert wurden. Mehrere Opernaufführungen wurden auf DVD aufgezeichnet.
- Franco Alfano: Cyrano de Bergerac (Rolle: De Guiche)
  - 2007: Valencian Community Orchestra, Leitung: Patrick Fournillier, Regie: Michal Znaniecki, mit Placido Domingo, Sondra Radvanovsky, Arturo Chacón-Cruz; DVD Naxos
- Johann Sebastian Bach: Weihnachtsoratorium.
  - 1999: Soloistes Européens Luxembourg, Leitung Rolf Beck, mit Veronica Cangeni, Alison Browner, Markus Schäfer, Rodrigo Orrego; Berlin Classics
- Leonard Bernstein: Trouble in Tahiti (Sam)
  - Münchner Rundfunksinfonieorchester, Leitung: Ulf Schirmer; BR-Klassik
- Johannes Brahms: Ein deutsches Requiem.
  - 1991: Orchestre Révolutionnaire et Romantique, Leitung: John Eliot Gardiner
- Maurice Duruflé: Messe Cum Jubilo, op. 11.
  - 2001: Los Angeles Master Chorale, Leitung: Paul Salamunovich; RCM
- Christoph Willibald Gluck: Iphigenie en Tauride (Oreste)
  - 2000: Boston Baroque, Leitung Martin Pearlman
  - 2001: Chor und Orchester der Zürcher Oper, Leitung:William Christie. Regie: Claus Guth, Juliette Galstian (Iphigenie), Deon van der Walt (Pylade), Anton Scharinger (Thoas): DVD Arthaus
- Joseph Haydn: Die Schöpfung
  - The Monteverdi Choir, The English Baroque Soloists, Leitung: John Eliot Gardiner, mit Sylvia McNair, Donna Brown, Michael Schade. Gerald Finley; Deutsche Grammophon
- Franz Lehár: Die lustige Witwe (Danilo)
  - 2004: Chor und Orchester der Zürcher Oper, Leitung: Franz Welser-Möst, Regie: Helmut Lohner, mit Ute Gfrerer, Dagmar Schellenberger; DVD Arthaus
- Olivier Messiaen: Saint François d’Assise (Titelrolle)
  - 2008: Chorus of De Nederlandse Opera, Hague Philharmonic Orchestra, Leitung: Ingo Metzmacher, Regie: Pierre Audi; Opus Arte
- Wolfgang Amadeus Mozart: Così fan tutte (Don Alfonso)
  - 1993: The English Baroque Soloists, Leitung: John Eliot Gardiner; The Monteverdi Choir
  - 2002: The English Baroque Soloists, Leitung: John Eliot Gardiner; The Monteverdi Choir; mit Rosa Mannion, Rainer Trost, Mirian James, Claudio Nicolai; Deutsche Grammophon
- Wolfgang Amadeus Mozart: Don Giovanni (Titelrolle)
  - 1995: English Baroque Soloists, Monteverdi Choir, Leitung: John Eliot Gardiner; mit Andrea Silvestrelli, Luba Orgonasova, Christoph Prégardien, Charlotte Margiono,
  - 2001: Chor und Orchester des Opernhauses Zürich, Leitung: Nikolaus Harnoncourt, Regie: Jürgen Flimm; mit Cecilia Bartoli, László Polgár, Isabel Rey, Roberto Saccà
- Wolfgang Amadeus Mozart: Die Hochzeit des Figaro (Graf Almaviva)
  - 1994: The Monteverdi Choir, The English Baroque Soloists, Leitung: John Eliot Gardiner; mit Hillevi Martinpelto, Alison Hagley, Bryn Terfel, Pamela Helen Stephen; Deutsche Grammophon
  - 1996: Chorus und Orchester des Opernhauses Zürich, Leitung: Nikolaus Harnoncourt, Regie: Jürgen Flimm, mit László Polgár Polgar, Isabel Rey, Cecilia Bartoli; DVD TDK/Arthaus
  - 2008: Theater an der Wien, Leitung: Graeme Jenkins, Regie: Kaspar Bech Holten, mit Johan Reuter, Elisabeth Futral, Anna Bonitatibus; Deutsche Grammophon
- Gioacchino Rossini: L’inganno felice (Batone)
  - 1997: Le Concert des Tuileries, Leitung: Marc Minkowski mit Annick Massis, Raúl Giménez, Pietro Spagnoli; Warner Classics
- Kurt Weill: The Firebrand of Florence (Benvenuto Cellini)
  - 2003: BBC Symphony Orchestra, Leitung Andrew Davis, mit Felicity Palmer, Lori Ann Fuller, George Dvorsky; Capriccio